# Najat Abed Alsamad

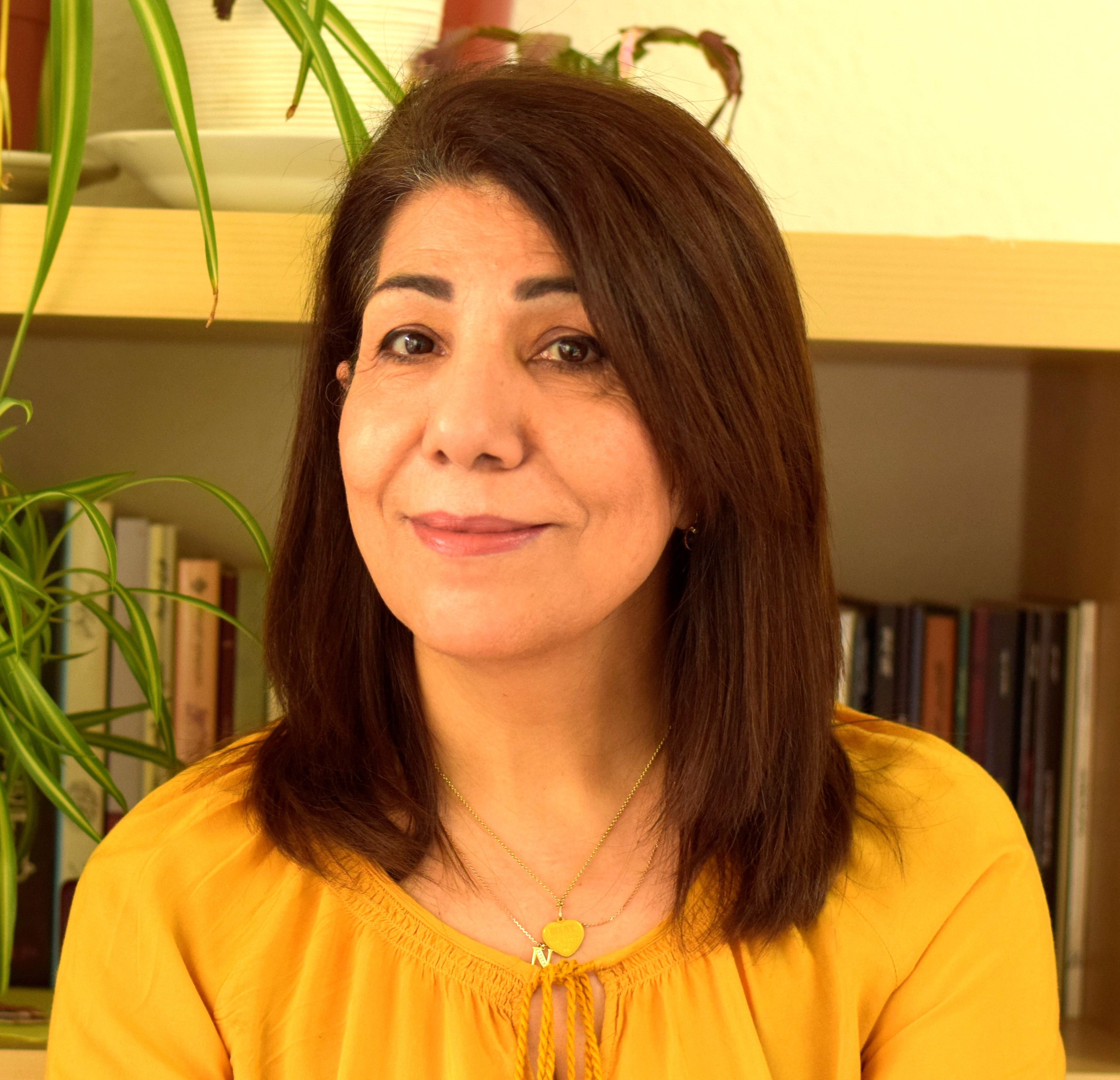
Najat Abed Alsamad (2021)

Najat Abed Alsamad (arabisch نجاة عبد الصمد, DMG Naǧāh ʿAbd-aṣ-Ṣamad, * 1967, As-Suwaida, Syrien), alternative Schreibweise Najat Abdul Samad, ist eine seit 2016 in Berlin lebende syrische Schriftstellerin, Gynäkologin und Geburtshelferin. Sie stammt aus der syrischen Volksgruppe der Drusen und hat mehrere Romane, Kurzgeschichten und Gedichte auf Arabisch veröffentlicht. Ihr auf Deutsch unter dem Titel Kein Wasser stillt ihren Durst erschienener Roman wurde 2018 mit dem Katara-Preis für den arabischen Roman ausgezeichnet. Ihre Werke zählen zur syrischen Exilliteratur.

## Leben und Werk
Abed Alsamad wurde 1967 in As-Suwaida, Syrien, als Mitglied der lokalen drusischen Volksgruppe geboren. Sie studierte Medizin an der Universität Saporischschja in der Ukraine. Neben ihrer medizinischen Ausbildung zur Gynäkologin und Geburtshelferin und mehrjähriger Tätigkeit in diesem Beruf erwarb sie zusätzlich einen Bachelor-Abschluss in arabischer Sprache und Literatur an der Universität Damaskus.
In einem Interview aus dem Jahr 2017 sprach sie davon, dass sie in ihrer Klinik Frauen getroffen habe, die alles verloren hätten, die Verständnis, Hilfe, Anleitung und Behandlung brauchten und dass viele von ihnen unter mehreren Formen von Gewalt und Übergriffen gelitten hätten. Darüber hinaus hatte sie zu Beginn der syrischen Revolution seit 2011 viele schwere Verletzungen von Krankenhauspatienten in Darʿā miterlebt, nachdem die syrische Armee diese Stadt angegriffen hatte.
2010 erschien ihr erster Roman Bilad al-Manafi (Länder des Exils). Diese Geschichte handelt von den Frustrationen, mit denen junge Geflüchtete konfrontiert sind, wenn sie ihre Arbeit in ihrer Heimat verloren haben und dann jede Art von Beschäftigung im Exil annehmen müssen. In ihrer Kurzgeschichtensammlung mit dem Titel Ghornikat Suria (Syrische Gernikas), benannt nach der historischen Zerstörung der baskischen Stadt Gernika, erzählte sie von den Folgen des Krieges, die sich auf die Familien auswirkten, wobei die Männer entweder als Kämpfer abwesend waren, verstümmelt oder getötet wurden, und wie die Verantwortung und wirtschaftliche Last für die Familie den Frauen zufiel. Ihre nächste Sammlung, In the Tenderness of War, enthält Geschichten von Menschen, die Abdul Samad als Gynäkologin und humanitäre Freiwillige in ihrer Heimatregion kennengelernt hat. Laut der Übersetzerin Anam Zafar wollte die Autorin „die Menschen hinter den Schlagzeilen“ darstellen und veröffentlichte ihre „Beschreibungen von Gewalt und Trauma, neben offenen, absolut unblumigen Dialogen“.
Ihre Romane Bilad Al Manafi und La Ma' Yarweeha (Keiner stillt ihren Durst) sind Geschichten, die vor dem politischen und sozialen Hintergrund der Provinz As-Suwaida spielen. Diese Region wird als karg und zerklüftet dargestellt, mit knappen Wasservorräten, wobei die Beziehungen zwischen den Menschen zerrüttet sind. Seit der osmanischen Zeit und während ihrer gesamten modernen Geschichte leide die Region unter Aufständen, Chaos und Kämpfen, wie die Autorin erklärte.
Ihr im arabischen Original bereits 2016 erschienener Roman La Ma' Yarweeha wurde 2018 mit dem bedeutenden Katara-Preis für arabische Romane ausgezeichnet. Er erschien 2023 in der Übersetzung von Larissa Bender. Erzählt von der Drusin Hayat, die sich gegen gesellschaftliche Traditionen auflehnt und dafür bestraft wird, indem sie im Keller ihres Elternhauses eingesperrt wird, handelt der Roman auch von den Bräuchen, Traditionen und Mythen der drusischen Gemeinschaft in Syrien. Passagen aus der mündlichen Erzähltradition, die den Kapiteln des Buches vorangestellt sind, geben darüber hinaus Einblick in das Leben von Frauen, die unter ihren von Männern bestimmten Lebensumständen leiden. 2022 veröffentlichte Abed Alsamad ihren dritten Roman, Khayṭ al-bandūl (Der Faden des Pendels), in dem neben der fiktiven Handlung auch die Verantwortung gegenüber anderen und die Fürsorge in einer Gesellschaft thematisiert werden.

## Rezeption
Auszüge aus Abed Alsamads Werken, ins Englische übersetzt und kommentiert durch die syrischstämmige Hochschuldozentin Ghada Alatrash, wurden in den Vereinigten Staaten in öffentlichen Radiosendern ausgestrahlt. In einem Artikel vom Januar 2016 bezeichnete das amerikanische Webmagazin PBS NewsHour Abed Alsamads Werke als „poetisch und reich an Bildern“, wobei sie „den Kampf der Familien um die Aufrechterhaltung der Stabilität unter der Bedrohung durch den Krieg“ darstellen.
In ihrem 2020 erschienenen Artikel „On Understanding Syrian Diasporic Identities through a Selection of Syrian Literary Works“ diskutierte Ghada Alatrash die Begriffe von Krieg und Vertreibung innerhalb der syrischen Diaspora, wie sie von Abed Alsamad in Artikeln in der libanesischen Tageszeitung An-Nahar beschrieben wurden. Laut Alatrash bieten diese Artikel einen „Einblick, der [...] ein empathisches Verständnis hervorruft, das von keiner anderen Perspektive vermittelt werden könnte als durch jene, welche die Erfahrung der Diaspora erleben.“
In der Widmung ihres Buches Imagining Justice for Syria zitierte die US-amerikanische Diplomatin Beth Van Schaack Abed Alsamads Gedicht „When I Am Overcome by Weakness“ (Wenn ich von Schwäche überwältigt werde). Dasselbe Gedicht wurde bei Al Jazeera in einem Artikel über neue Gedichte aus Syrien zitiert, die „instinktive Beschreibungen verwenden, mit einer neu entdeckten Betonung einer vereinten syrischen Identität anstelle religiöser Symbole.“
Im Juni 2021 empfahl die für den British Council schreibende Literaturübersetzerin Sawad Hussain die Kurzgeschichtensammlung In The Tenderness of War zur künftigen Übersetzung. Sie bezeichnete die Erzählungen als ein Zeugnis, „um die Menschen hinter den Schlagzeilen zu sehen“, geschrieben auch als „persönliche Therapie“.
In seiner Rezension zu Kein Wasser stillt ihren Durst bemerkte der Schriftsteller Volker Kaminski, es sei „keine leichte Aufgabe, der Erzählerin in ihrer ausgreifenden Fabel, den vielen Vor- und Rückblenden und kursiv gesetzten Einschüben [...] zu folgen.“ Insgesamt sei das Buch jedoch „ein grandioser, hochliterarischer Roman“, der von Larissa Bender „in episch ruhigem Tonfall“ übersetzt wurde.

Die deutsche Literaturorganisation LitProm wählte Kein Wasser stillt ihren Durst für die Frühjahrsliste „Weltempfänger“ 2024 der sieben besten kürzlich übersetzten Werke aus. Über diesen Roman urteilte der deutsch-ägyptische Politikwissenschaftler und Publizist Hamed Abdel-Samad:

„Die Geschichte erzählt nicht so sehr von Individuen, sondern vielmehr von einem Ort und dessen Auswirkungen auf die Menschen, die dort leben. Die wahre Protagonistin des Romans ist Sweida und die umliegenden Dörfer, der Ort, der von Durst regiert wird, dessen Schicksal vom Warten bestimmt wird und um den das Gespenst der Abwesenheit und des Verlusts schwebt. [...] Durst als Metapher für Entbehrung, Mangel und Hoffnungslosigkeit. Ressourcenknappheit, emotionale Dürre und das Fehlen von Kommunikationskanälen zwischen Individuen sind die eigentlichen Krisen, unter denen alle leiden.“

## Werke
- Bilad Al Manafi (Länder des Exils), Roman, Dar al-Rayyis 2010
- Ghornikat Suria (Syrische Gernikas), Kurzgeschichten, Madarak-Verlag, Vereinigte Arabische Emirate, 2013
- Fi Hananya Al Harb (In der Zärtlichkeit des Kriegs), Kurzgeschichten, 2015
- La Ma' Yarweeha, Roman, Difaf Verlag & al-Ikhtilaf Verlag, Beirut 2017
  - dt. Kein Wasser stillt ihren Durst, Roman. Aus dem Arabischen von Larissa Bender. Edition Faust, Frankfurt am Main 2023, ISBN 978-3-949774-27-0
- Manazel al-Awtan (Heimat der Vaterländer), Bayt al-Muwaten al-Souri, Beirut 2018
- Khayṭ al-bandūl (Der Faden des Pendels), Roman, Dar Nofal, 2022